# Crasnaia Gorca
Crasnaia Gorca (ros. Красная Горка, ukr. Красна Горка) – wieś w Mołdawii, faktycznie na terenie nieuznawanego międzynarodowo Naddniestrza, w rejonie Grigoriopol, w gminie Delacău.

## Położenie
Miejscowość znajduje się na lewym brzegu Dniestru, pod faktyczną administracją Naddniestrza, w odległości 3 km na południe od Grigoriopola. Tworzy jeden obszar zabudowany z sąsiednią wsią Delacău.

## Historia
Wieś pierwszy raz wzmiankowana jest w źródłach w roku 1870. W okresie przynależności do ZSRR we wsi oraz w sąsiednim Delacău znajdował się kołchoz im. Miczurina, działała ośmioletnia szkoła, biblioteka i klub.

## Infrastruktura i demografia
Według danych spisu powszechnego w Naddniestrzu w 2004 r. wieś liczyła 4821 mieszkańców, z czego:
- 3402 Mołdawian,
- 726 Ukraińców,
- 556 Rosjan,
- 28 Bułgarów,
- 27 Białorusinów,
- 17 Niemców
- 12 Gagauzów
- 3 Żydów,
- 49 osób deklarująca inną narodowość[2].